# Орсини, Раймондо дель Бальцо
Раймондо дель Бальцо Орсини (также известный как  Раймонделло, итал. Raimondo Orsini Del Balzo; 1350/1355 — 17 января 1406) — граф Солето (1382), герцог Беневенто (1385—1401), князь Таранто (1393—1406), граф Лечче (1401—1406), герцог Бари, великий коннетабль Неаполитанского королевства, знаменосец Святой Римской церкви (1385), сеньор ди Отранто, Нардо, Удженто, Галлиполи, Ории, Остуни, Мартины-Франки и Триказе. Основатель города Саличе-Салентино.

## Биография
Представитель влиятельной семьи Орсини из Рима. Родился в 1350-х годах в городе Ночера-Инферьоре. Второй сын Николы Орсини (1331—1399), 2-го графа Нолы, великого юстициария, затем великого канцлера Неаполитанского королевства. Его дедом по отцовской линии был Роберто Орсини ди Нола (1295—1345), 2-й граф Нола, великий юстициарий Неаполитанского королевства, а его бабкой — Свева дель Бальцо (1305—1336), графиня Солето, наследница рода де Бо. Позднее эта семья была известна как дель Бальцо Орсини. Роберто Орсини, 4-й граф ди Нола (ум. 1400), старший брат Раймондо, скончался, не оставив после себя внебрачных детей. Одна из его сестер, Свева, вышла замуж за Франческо даль Бальцо, герцога Андрии. Отец и дед Раймондо также носили почетный титул сенатора Рима.
Лишившись наследства дель Бальцо, Раймондо отправился в Восточную Европу, где воевал в качестве крестоносца. После возвращения в Италию Раймондо смог отвоевать свои родовые земли. В 1384 году, благодаря помощи герцога Людовика I Анжуйского (которого Раймондо неоднократно поддерживал), он женился на Марии д’Энгиен (1367—1446), графине ди Лечче (1384—1446) и королеве-консорте Неаполитанского королевства (1407—1414). После смерти Людовика Анжуйского Раймондо остался верен Анжуйской династии в борьбе домом Дураццо за Неаполитанское королевство. Но в 1398 году Раймондо перешел на сторону короля Владислава Неаполитанского из династии Дураццо, получив от него инвеституру на княжество Таранто, которое он подчинил своей власти в 1399 году.
К концу жизни Раймондо дель Бальцо Орсини был самым крупным итальянским владыкой своей эпохи. Княжество Таранто составляло половину Неаполитанского королевства, и князь правил почти независимо от короля. Подстрекаемый папой римским Иннокентием VII, в 1405 году Раймондо поднял восстание против короля Владислава, но в январе 1406 года скончался.
Раймондо построил церковь Святой Екатерины Александрийской в Галатине. Он был похоронен в этой церкви вместе со своим старшим сыном и наследником Джованни Антонио.

## Семья
У Раймондо и Марии д’Энгиен были следующие дети:
- Джованни Антонио дель Бальцо Орсини (1386—1463), князь Таранто, герцог Бари, граф Лечче, Ачерра, Солето, Конверсано, а также с 1443 года — граф Матера, с 1453 года — граф Удженто.
- Мария дель Бальцо Орсини, муж — Антонио Аквавива, 2-й герцог Атри (ум. 1410)
- Екатерина дель Бальцо Орсини, вышла замуж за Бартоломео (также известный как Тристано) ди Кьярамонте (Клермон), граф Копертино (1380 — ок. 1432)
- Габриэле дель Бальцо Орсини (ум. 1453), графе Удженто с 1434 года, 1-й герцог Веноза с 1441 года, граф Лечче, генерал и адмирал Неаполитанского королевства. В 1431 году женился на Джованне (Ипполите) Караччоло дель Соле, дочери Джованни Караччоло (1372—1432), великого сенешаля Сицилийского королевства, и Катерины Филанджери, синьоры ди Солофра.